# Ludwig von Groß
Freiherr Albert Joseph Gabriel Ludwig von Groß (* 15. Juli 1793 in Fort Bourtange, Provinz Groningen; † 13. April 1857) war ein deutscher Kammerherr in Weimar, Geologe und Paläontologe (Fossiliensammler).

## Leben
Von Groß entstammte dem Weimarer Zweig der Berner Patrizierfamilie Gross. Seine Eltern waren der Leiter der Militärschule in Weimar Albrecht David Gabriel von Gross (1757–1809) und dessen Ehefrau Maria Therese Josephine geb. Arnould († 6. November 1815).

### Karriere
Der mit August von Goethe befreundete Ludwig von Groß war 1812 Hof- und Jagdjunker in Weimar, 1815 großherzoglich-weimarischer Kammerjunker und Assessor im Landschaftskollegium, 1817 dann Steuerrat, 1823 Kammerherr und schließlich Geheimer Finanzrat. Zudem war er Mitglied des großherzoglichen Vermessungsbüros. Er war Mitglied verschiedener gelehrter Gesellschaften und Ritter vom Hausorden vom Weißen Falken und der Militär-Verdienst-Medaille in Bronze.

### Familie
1821 heiratete er Amalie Karoline Charlotte Wilhelmine Henriette von Seebach (* 10. Oktober 1802; † 13. Juni 1879) (ihr Pseudonym als Schriftstellerin war „Amalie Winter“), eine Tochter des Generalmajors Friedrich Johann Christoph Heinrich von Seebach.
Der spätere Weimarer Staatsminister Rudolf Gabriel von Gross war ein Sohn des Paares. Zwei weitere Kinder Alfred Gabriel (1824–1850) und Melanie Gabriele (1834–1907) starben unverheiratet und ohne Nachkommen.

## Schriften (Auswahl)
- Die Reinertragsschätzung des Grundbesitzes : nebst Vorschriften zu einer auf Vermessung, Bonitirung und Katastrirung gegründeten Steuerregulirung theoretisch und praktisch dargestellt. Neustadt a.d. Orla 1828 (Digitalisat).
- Die Verhältnisse der projectirten Eisenbahn von Halle über Merseburg, Weißenfels, Naumburg, Apolda, Weimar, Erfurt, Gotha und Eisenach bis an die Kurhessische Grenze zum Anschluss an die Kassel-Frankfurter Bahn nebst Einladung zur Bildung einer Thüring.-Sächsischen Eisenbahn-Gesellschaft. Weimar 1842.
- Geologie, Geognosie und Petrefaktenkunde. Weimar: Voigt 1844 (Internet Archive).
- Über die Ergänzung der topographischen Aufnahme und Kartirung von Deutschland in Bezug auf Thüringen. Weimar 1848 (MDZ, Google).